# Gmina Krasnosielc
Die Gmina Krasnosielc ist eine Landgemeinde im Powiat Makowski der Woiwodschaft Masowien in Polen. Sie hat etwa 6250 Einwohner. Ihr Sitz ist das gleichnamige Dorf mit etwa 950 Einwohnern.

## Geographie

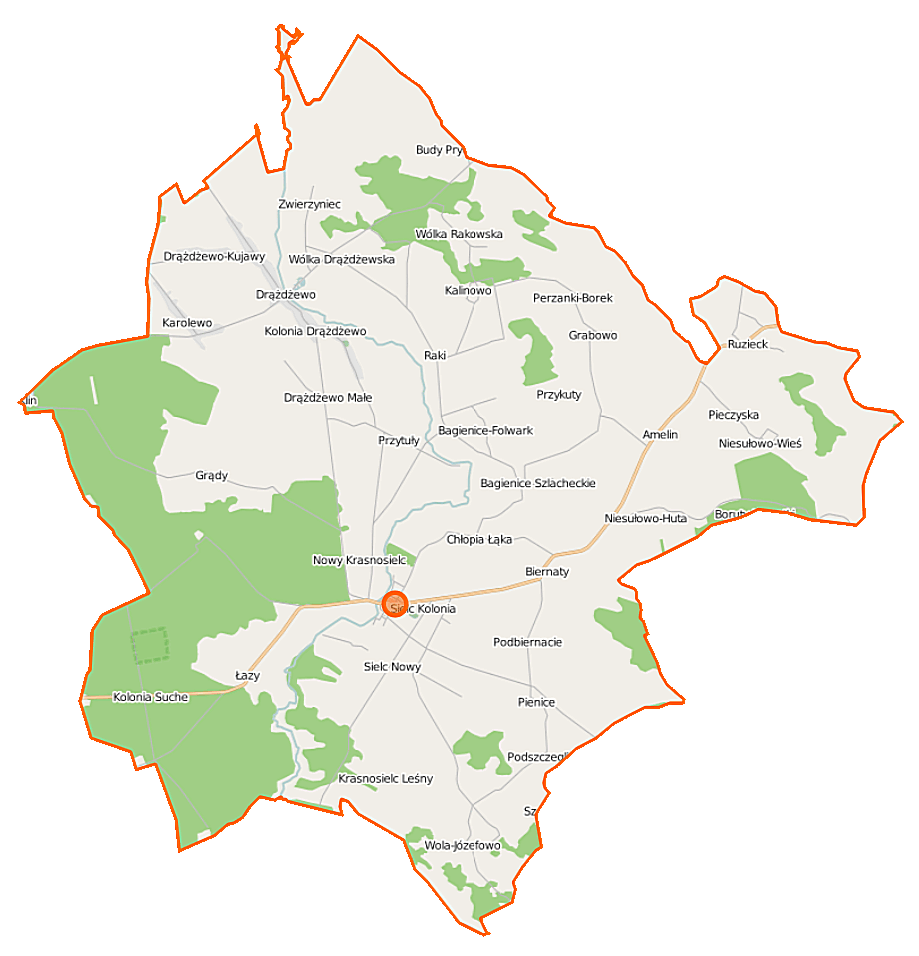
Karte der Gemeinde

Die Gemeinde liegt im Norden der Woiwodschaft, die Grenze zur Woiwodschaft Ermland-Masuren ist 30 Kilometer entfernt. Die Kreisstadt Maków Mazowiecki liegt 20 Kilometer südlich, Ostrołęka (Ostrolenka) 20 Kilometer östlich und Warschau 90 Kilometer südlich. Nachbargemeinden sind Jednorożec im Nordwesten, Baranowo im Nordosten, Olszewo-Borki im Osten, Sypniewo im Südosten und Płoniawy-Bramura im Südwesten. Die Gemeinde hat eine Fläche von nahezu 167 km², von der 68 Prozent land- und 29 Prozent forstwirtschaftlich genutzt werden. Ihr Gebiet ist mit 38 Einwohnern/km² dünn besiedelt. Zu den Fließgewässern gehören die Narewzuflüsse Orzyc (Orschütz) und Róż.

## Geschichte
In russischer Zeit wurden Krasnosielc 1870 nach dem Januaraufstand die Stadtrechte aberkannt. Aus der ehemaligen Stadt und der Landgemeinde Sielc II/Biełosielc entstand die Landgemeinde Krasnosielc, die 1954 in Gromadas aufgelöst wurde. Zum 1. Januar 1973 wurde sie als Landgemeinde in der Woiwodschaft Warschau aus Gromadas wieder errichtet. Von 1975 bis 1998 gehörte die Gemeinde zur Woiwodschaft Ostrołęka. Der Powiat war in dieser Zeit aufgelöst. Die Landgemeinde kam 1999 an den Powiat Makowski der Woiwodschaft Masowien. Wójt ist seit 2010 Paweł Ruszczyński, der drei Jahre lang stellvertretender Wójt und zwei Jahre Gemeindesekretär war.

## Gliederung
Zur Landgemeinde (gmina wiejska) Jednorożec gehören 31 größere Dörfer mit Schulzenamt (sołectwo), denen kleinere Orte und Wohnplätze ohne Schulzenamt zugeordnet sind:
Krasnosielc, Amelin, Bagienice-Folwark, Bagienice Szlacheckie, Biernaty, Budy Prywatne, Chłopia Łąka, Drążdżewo, Drążdżewo Kujawy, Drążdżewo Małe, Elżbiecin, Grabowo, Grądy, Karolewo, Krasnosielc Leśny, Łazy, Niesułowo, Nowy Krasnosielc, Nowy Sielc, Papierny Borek, Perzanki Borek, Pienice, Pieczyska, Przytuły, Raki, Wola Józefowo, Wola Włościańska, Wólka Drążdżewska, Wólka Rakowska, Wymysły und Zwierzyniec.
Kleinere Orte sind das Dorf Sulicha und die Weiler Jasieniec, Karłowo, Klin, Róg, Sławki, Suche, Wykno und Załogi. Das ehemalige Dorf Sielc (II) ist Ortsteil von Nowy Krasnosielc.

## Verkehr
Die Woiwodschaftsstraße DW544 führt von Mława über Przasnysz an der Landesstraße DK57 und Krasnosielc nach Ostrołęka an der Landesstraße DK61.
Nächste Bahnstation ist der Haltepunkt Zabiele Wielkie in der Nachbargemeinde Olszewo-Borki an der Bahnstrecke Ostrołęka–Szczytno.
Der nächste internationale Flughafen ist Warschau.